# Gynacantha radama
Gynacantha radama är en trollsländeart som beskrevs av Fraser 1956. Gynacantha radama ingår i släktet Gynacantha och familjen mosaiktrollsländor. Inga underarter finns listade i Catalogue of Life.